# Luke Wilson
Luke Cunningham Wilson (Dallas, 21 settembre 1971) è un attore statunitense.

## Biografia
È il più giovane dei figli del pubblicitario Robert Andrew Wilson e della fotografa Laura Cunningham; i suoi due fratelli, Owen e Andrew, sono entrambi attori. Frequenta l'Occidental College di Los Angeles, dove si fa notare per le doti in atletica, in particolare in specialità come i 400 e gli 800 metri, ma frequentando alcuni corsi di teatro si appassiona alla recitazione, e in particolar modo alle commedie di Sam Shepard. Recita in un episodio di X-Files intitolato Vampiri, e debutta sul grande schermo nel 1996 con Un colpo da dilettanti diretto da Wes Anderson e sceneggiato e interpretato dal fratello Owen.
L'anno successivo ha un piccolo ruolo in Scream 2. Recita in Charlie's Angels e nel seguito Charlie's Angels - Più che mai. Lavora accanto a Reese Witherspoon in La rivincita delle bionde e nel sequel Una bionda in carriera, recita in film come Rushmore e I Tenenbaum dell'amico Wes Anderson, Alex & Emma con Kate Hudson, La neve nel cuore con Diane Keaton e Sarah Jessica Parker e La mia super ex-ragazza con Uma Thurman.
La stampa cinematografica lo ha inserito nel cosiddetto Frat Pack, che include attori come Ben Stiller, Jack Black, Will Ferrell, Vince Vaughn e il fratello Owen Wilson.

## Filmografia

### Cinema

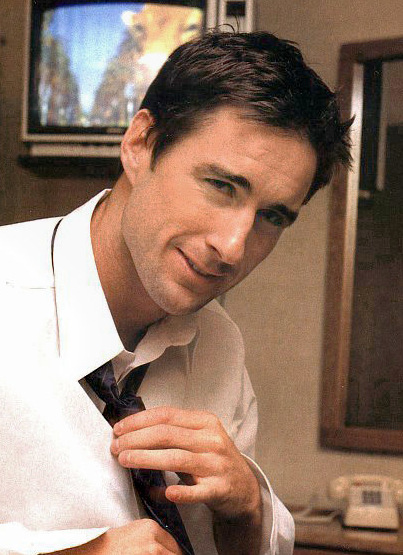
Luke Wilson nel 2003

- Un colpo da dilettanti (Bottle Rocket), regia di Wes Anderson (1996)
- Bongwater, regia di Richard Sears (1997)
- Telling Lies in America - Un mito da infrangere (Telling Lies in America), regia di Guy Ferland (1997)
- Best Men - Amici per la pelle (Best Men), regia di Tamra Davis (1997)
- Scream 2, regia di Wes Craven (1997)
- Dog Park, regia di Bruce McCulloch (1998)
- Fast Food (Home Fries), regia di Dean Parisot (1998)
- Rushmore, regia di Wes Anderson (1998)
- Da ladro a poliziotto (Blue Streak), regia di Les Mayfield (1999)
- Il mio cane Skip (My Dog Skip), regia di Jay Russell (2000)
- Lui, lei e gli altri (Committed), regia di Lisa Krueger (2000)
- Preston Tylk, regia di Jon Bokenkamp (2000)
- Charlie's Angels, regia di McG (2000)
- La rivincita delle bionde (Legally Blonde), regia di Robert Luketic (2001)
- Soul Survivors - Altre vite (Soul Survivors), regia di Stephen Carpenter (2001)
- I Tenenbaum (The Royal Tenenbaums), regia di Wes Anderson (2001)
- Duetto a tre (The Third Wheel), regia di Jordan Brady (2002)
- Masked and Anonymous, regia di Larry Charles (2003)
- Old School, regia di Todd Phillips (2003)
- Alex & Emma, regia di Rob Reiner (2003)
- Charlie's Angels - Più che mai (Charlie's Angels: Full Throttle), regia di McG (2003)
- Una bionda in carriera (Legally Blonde 2: Red, White and Blonde), regia di Charles Herman-Wurmfeld (2003)
- Il giro del mondo in 80 giorni (Around the World in 80 Days), regia di Frank Coraci (2004)
- Anchorman - La leggenda di Ron Burgundy (Anchorman: The Legend of Ron Burgundy), regia di Adam McKay (2004)
- La neve nel cuore (The Family Stone), regia di Thomas Bezucha (2005)
- The Wendell Baker Story - Un imbroglione innamorato (The Wendell Baker Story), regia di Luke e Andrew Wilson (2005)
- La mia super ex-ragazza (My Super Ex-Girlfriend), regia di Ivan Reitman (2006)
- Hoot, regia di Wil Shriner (2006)
- La prima volta di Niky (Mini's First Time), regia di Nick Guthe (2006)
- Idiocracy, regia di Mike Judge (2006)
- Jackass Number Two, regia di Jeff Tremaine (2006) - cameo
- Vacancy, regia di Nimród Antal (2007)
- Quel treno per Yuma (3:10 to Yuma), regia di James Mangold (2007)
- You Kill Me, regia di John Dahl (2007)
- Blades of Glory - Due pattini per la gloria (Blades of Glory), regia di Will Speck e Josh Gordon (2007)
- Battaglia per la Terra 3D (Terra), regia di Aristomenis Tsirbas (2007) - voce
- Blonde Ambition - Una bionda a NY (Blonde Ambition), regia di Scott Marshall (2007)
- Henry Poole - Lassù qualcuno ti ama (Henry Poole Is Here), regia di Mark Pellington (2008)
- Una cattedra per due (Tenure), regia di Mike Million (2009)
- Middle Men, regia di George Gallo (2009)
- Il funerale è servito (Death at a Funeral), regia di Neil LaBute (2010)
- Incontro con il male (Meeting Evil), regia di Chris Fisher (2012)
- Incroci pericolosi (Straight A's), regia di James Cox (2013)
- Playing It Cool, regia di Justin Reardon (2014)
- Uniti per sempre (The Skeleton Twins), regia di Craig Johnson (2014)
- Ride - Ricomincio da me (Ride), regia di Helen Hunt (2014)
- Zona d'ombra (Concussion), regia di Peter Landesman (2015)
- The Ridiculous 6, regia di Frank Coraci (2015)
- Meadowland - Scomparso (Meadowland), regia di Reed Morano (2015)
- Rock Dog, regia di Ash Brannon (2016) - voce
- All We Had, regia di Katie Holmes (2016)
- Dear Eleanor, regia di Kevin Connolly (2016)
- Vicini all'ignoto (Approaching the Unknown), regia di Mark Elijah Rosenberg (2016)
- Outlaws and Angels, regia di JT Mollner (2016)
- Brad's Status, regia di Mike White (2017)
- Guest of Honour, regia di Atom Egoyan (2019)
- Il cardellino (The Goldfinch), regia di John Crowley (2019)
- Zombieland - Doppio colpo (Zombieland: Double Tap), regia di Ruben Fleischer (2019)
- Raccontami di un giorno perfetto (All the Bright Places), regia di Brett Haley (2020)
- Come cambiano le cose (The Swing of Things), regia di Matt Shapira (2020)
- Una squadra di 12 orfani (12 Mighty Orphans), regia di Ty Roberts (2021)
- Gasoline Alley, regia di Edward Drake (2022)
- Linee parallele (Look Both Ways), regia di Wanuri Kahiu (2022)
- Fingernails - Una diagnosi d'amore (Fingernails), regia di Chrīstos Nikou (2023)
- The Best Man, regia di Shane Dax Taylor (2023)
- Horizon: An American Saga - Capitolo 1 (Horizon: An American Saga - Chapter 1), regia di Kevin Costner (2024)

### Televisione
- X-Files (The X-Files) – serie TV, episodio 5x12 (1998)
- That '70s Show – serie TV, 6 episodi (2002-2005)
- Entourage – serie TV, 1 episodio (2004)
- Enlightened - La nuova me (Enlightened) – serie TV, 15 episodi (2011-2013)
- Roadies – serie TV, 10 episodi (2016)
- Room 104 – serie TV, 1 episodio (2019)
- Stargirl – serie TV, 39 episodi (2020-2022)
- No Good Deed – serie TV, 8 episodi (2024)

## Doppiatori italiani
Nelle versioni in italiano delle opere in cui ha recitato, Luke Wilson è stato doppiato da:
- Massimo De Ambrosis ne I Tenenbaum, Duetto a tre, Anchorman - La leggenda di Ron Burgundy, Blades of Glory - Due pattini per la gloria, Henry Poole - Lassù qualcuno ti ama, Enlightened - La nuova me, Zona d'ombra, Roadies, Il cardellino, Berlin, I Love You, Stargirl, Gasoline Alley, Linee parallele, Horizon: An American Saga - Capitolo 1, No Good Deed
- Vittorio De Angelis in Un colpo da dilettanti, Da ladro a poliziotto, Hoot, Vacancy, Incontro con il male
- Roberto Certomà in Charlie's Angels, Charlie's Angels - Più che mai, The Ridiculous 6, Raccontami di un giorno perfetto
- Francesco Prando ne Il mio cane Skip, Alex & Emma, Blonde Ambition - Una bionda a NY, Arizona
- Simone D'Andrea in Masked and Anonymous, Room 104, Zombieland - Doppio colpo, Fingernails - Una diagnosi d'amore
- Roberto Gammino in Rushmore, Il giro del mondo in 80 giorni, Dear Eleanor
- Massimiliano Manfredi in Old School, Idiocracy
- Christian Iansante ne La neve nel cuore, Ride - Ricomincio da me
- Vittorio Guerrieri ne La mia super ex-ragazza, Uniti per sempre
- Lorenzo Scattorin in Playing It Cool
- Luca Sandri ne La prima volta di Niky, Una squadra di 12 orfani
- Antonio Palumbo in X-Files
- Alessandro Quarta in Lui, lei e gli altri
- Tony Sansone ne La rivincita delle bionde
- Loris Loddi in Una bionda in carriera
- Giorgio Locuratolo in Quel treno per Yuma
- Enrico Di Troia in Jackass Number Two
- Pasquale Anselmo ne Il funerale è servito
- Fabrizio Pucci in Una cattedra per due

Da doppiatore è sostituito da:
- Francesco Bulckaen in Battaglia per la Terra 3D
- Davide Perino in Rock Dog[1]